# Urairat Soimee
Urairat Soimee (อุไร รัตน์ สร้อย มี) (1968, 1970 ou 1971 - 31 mai 2006) était une activiste thaïlandaise et une victime de la traite des êtres humains au Japon.
Urairat Soimee était originaire du district de Lom Sak de Phetchabun en Thaïlande, et avait vécu à Yokkaichi, dans la préfecture de Mie, au Japon, où elle a été forcée à se prostituer. Elle a été incarcérée pendant plusieurs années dans une prison japonaise jusqu'à sa libération en septembre 2005 en raison du développement d'une forme terminale de cancer de l'ovaire. Elle a été autorisée à retourner dans sa ville natale en Thaïlande pour passer ses derniers jours avec sa famille. À son retour, Urairat Soimee a intenté une action civile contre ses trafiquants en Thaïlande, ce qui est la première action du genre dans le pays. Cependant, elle est décédée en mai 2006 avant que l'affaire ne soit jugée. Sa mère adoptive a déclaré qu'elle poursuivrait son affaire devant le tribunal.

## Biographie
Urairat Soimee est née dans le district de Lom Sak à Phetchabun, en Thaïlande. Elle a eu trois enfants et un mari, devenu handicapé à la suite d'un accident de voiture. Comme beaucoup de femmes de son village, elle était pauvre et avait peu d'éducation formelle. Elle était surnommée "Bua", qui signifie "fleur de lotus" en thaï. Elle a été recrutée pour travailler au Japon par une riche voisine, Patama Kosaka, une amie d'enfance présumée de sa mère. Kosaka a affirmé qu'elle était mariée à un Japonais et qu'elle possédait un restaurant thaïlandais au Japon où elle voulait que Soimee travaille comme serveuse. La fille n'avait ni radio ni télévision et peu d'éducation formelle, et n'était donc pas au courant des nombreux cas dans lesquels des femmes thaïlandaises ont été trompées ou contraintes à se prostituer à l'étranger.

## Prostitution forcée au Japon
Urairat Soimee est arrivée au Japon en 2000 et a été transportée à Yokkaichi par une femme thaïlandaise nommée Dao et son mari, où on lui a dit qu'elle devrait travailler comme prostituée. Lorsqu'elle a protesté, on lui a dit que si elle ne se conformait pas, elle serait vendue à un bordel sur une île et jetée à la mer si elle tentait de s'échapper. Urairat Soimee a été informée qu'elle pouvait partir après avoir remboursé sa dette dans les cinq mois. Pendant ce temps, elle a été enfermée dans l'appartement avec d'autres esclaves sexuelles thaïlandaises et emmenée par Dao et son mari dans des chambres d'hôtel pour servir les clients, allant de trois à six par jour. Elle a été forcée de servir des clients même pendant ses règles et après avoir contracté une maladie sexuellement transmissible douloureuse.
Cependant, au bout de cinq mois, Dao a refusé de la libérer, affirmant qu'elle avait été vendue à un autre gang de yakuza et que sa dette avait augmenté. C'est à ce moment-là qu'elle aurait contacté une autre esclave sexuelle thaïlandaise, Pranee, et un ami thaïlandais, Boon, pour l'aider de s'échapper.

## Évasion et incarcération
Les circonstances entourant la mort de Dao et l'évasion d'Urairat sont contestées. Dans une interview avec le Bangkok Post, Urairat Soimee a affirmé que Boon, son amie, était venue à l'appartement et l'avait aidée à s'échapper, et que Boon avait finalement tué Dao pour l'empêcher d'aller les dénoncer chez les yakuzas. Cependant, le Kyodo News a rapporté que les procureurs japonais ont accusé Urairat Soimee de vol et de meurtre en fracassant la tête de Dao avec une bouteille.
Malgré les appels des organisations des droits de l'homme, Boon a été condamné à 10 ans de prison pour son rôle dans le meurtre, et Urairat Soimee a été condamné à sept ans. En prison, Urairat Soimee a reçu un diagnostic de cancer de l'ovaire avancé et a été libérée pour passer ses derniers jours avec sa famille en Thaïlande.

## Bataille judiciaire et derniers jours
Patama et ses parents, les trois trafiquants qui ont trompé Soimee et Pranee pour qu'ils viennent au Japon, ont été condamnés à 13 ans de prison par un tribunal pénal. Urairat Soimee a déposé une plainte civile de 4,6 millions de bahts contre les trois personnes, qui est la première du genre en Thaïlande. Son cas a été soutenu par le Comité national des droits de l'homme (en) (NHRC) et par Lutte contre l'exploitation des enfants (FACE). Cependant, elle est décédée en mai 2006 avant que son cas ne soit jugé.
Sa mère adoptive, Lamyai Kaewkerd, a juré de poursuivre son combat devant les tribunaux. À son retour en Thaïlande, Urairat Soimee est devenue une voix forte contre la traite des êtres humains, menant une campagne qui a exhorté les autres victimes à se manifester. Elle a reçu un prix du ministère thaïlandais du Développement social et de la Sécurité humaine en mars 2006 pour célébrer la Journée internationale de la femme pour son travail dans la lutte contre la traite des êtres humains.

### Sources
- (en) Rita Nakashima Brock, Off the Menu: Asian and Asian North American Women's Religion and Theology, Presbyterian Publishing Corp, 2007 (ISBN 9780664231408, lire en ligne)